# Référendum liechtensteinois de 1924
 (août 2025).
Un référendum a lieu au Liechtenstein le 27 avril 1924.

## Contenu
Le référendum porte sur une modification du nouveau code des impôts de 1923 dans le but d'alléger les prélèvements sur les faibles revenus et de favoriser les compagnies de "holding".

## Contexte
Il s'agit d'un référendum facultatif d'origine parlementaire : le Landtag décide de soumettre le projet de loi à la votation dans le cadre de l'article 66 de la constitution.

## Résultat
| Choix                           | Votes | %     |
| ------------------------------- | ----- | ----- |
| Pour                            | 1 088 | 64,53 |
| Contre                          | 598   | 35,47 |
| Votes blancs et invalides       | 138   | –     |
| Total                           | 1 824 | 100   |
| Inscrits/Participation          | 2 032 | 89,76 |
| Source: Démocratie Directe (de) |       |       |